# Kieran Modra
Pour les articles homonymes, voir Modra (homonymie).
Kieran John Modra, né le 27 mars 1972 à Port Lincoln et mort le 13 novembre 2019 à Kingsford, est un athlète, nageur et coureur cycliste handisport australien.

## Biographie

### Vie privée

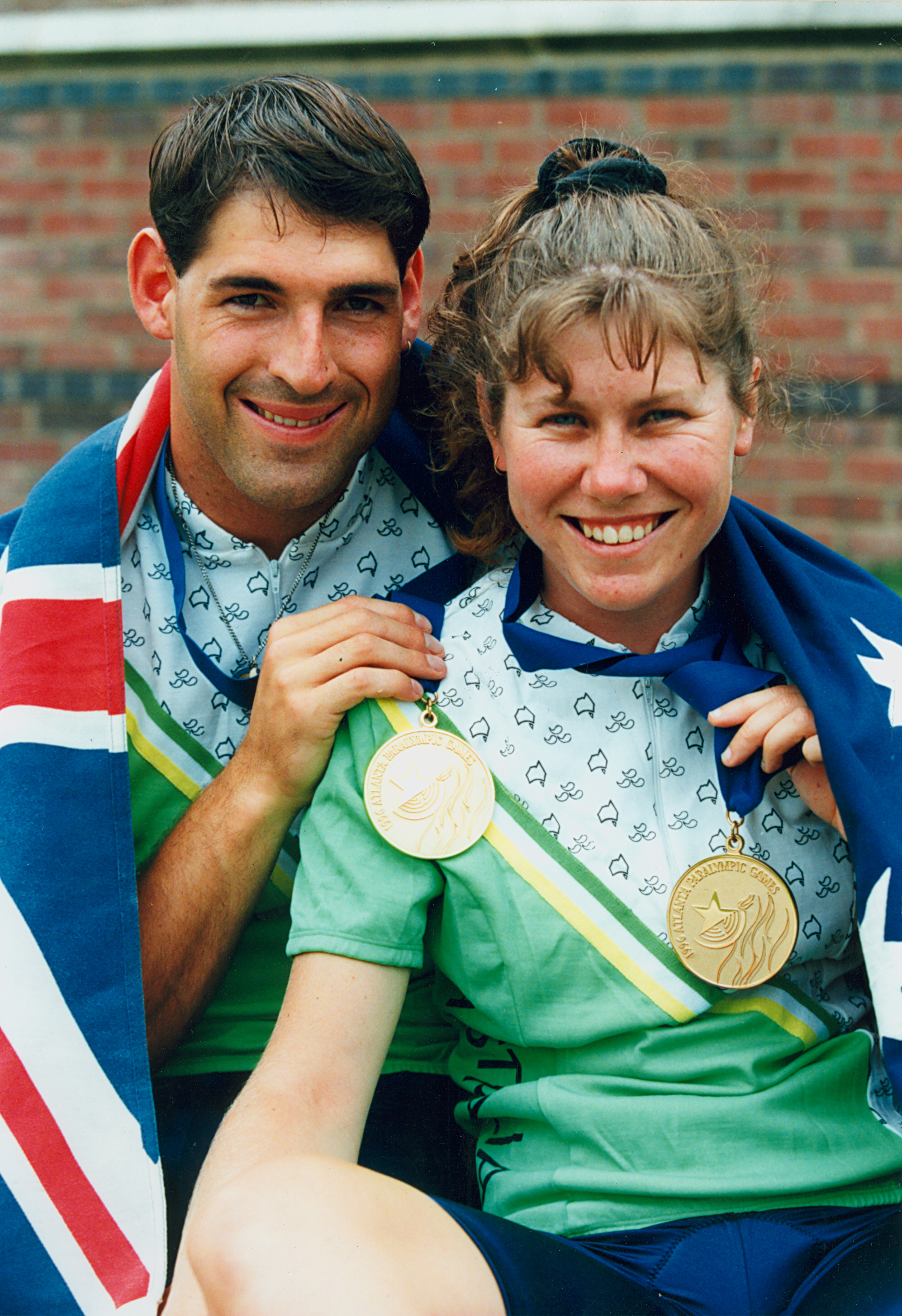
Kieran Modra (à gauche) et son pilote et épouse Kerry Modra montrant la médaille d’or qu’ils ont remportée au 200 m sprint aux Jeux paralympiques d’Atlanta de 1996.

Kieran Modra est né à Port Lincoln, dans le sud de l'Australie le 27 mars 1972 et est né avec une déficience visuelle en raison d'une atrophie optique juvénile,. Sa sœur, Tania Modra, pilote Sarnya Parker (en) en tandem aux Jeux de Sydney en 2000, où elle remporte deux médailles d’or. Il épouse Kerry Golding en mai 1997 qu’il a rencontrée lors du 21e anniversaire d’un ami  et ont trois enfants.

### Carrière

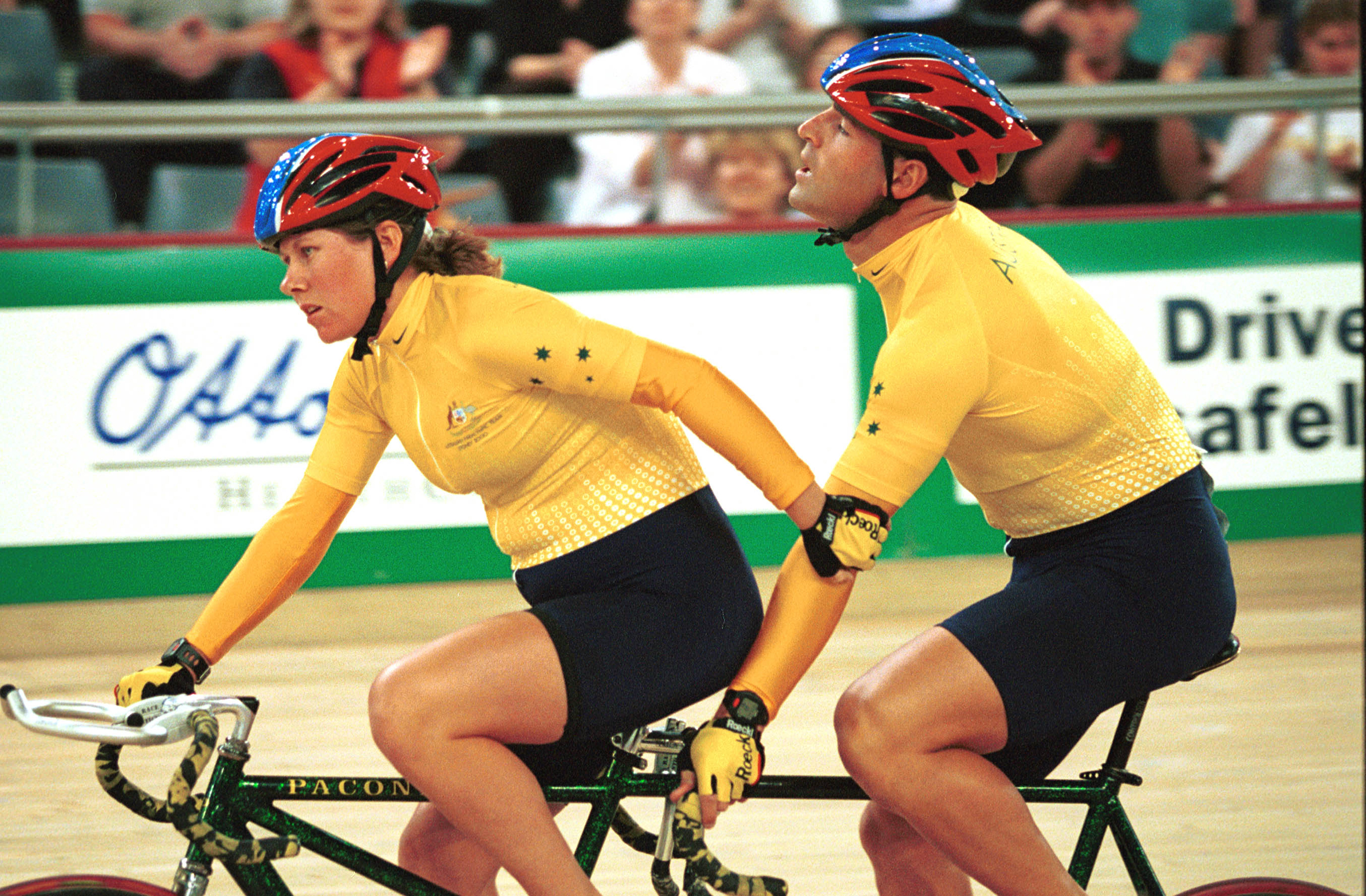
Kieran Modra avec son pilote cycliste et épouse Kerry Modra lors du kilomètre contre la montre aux Jeux paralympiques d'été de 2000.

Kieran Modra commence le saut à la perche en 1987 et remporte la compétition de saut à la perche aux championnats australiens des écoles mixtes 1989. Il concourt en athlétisme aux Jeux paralympiques de Séoul en 1988, où il dispute le 1500 mètres B3 et le lancer du javelot B3. Il commence à nager pour se rétablir d'une blessure au genou et concourt dans ce sport en 1990. Aux Jeux paralympiques de 1992 à Barcelone, où il concourt à la fois en athlétisme et en natation, il obtient deux médailles de bronze au 100 mètres C3 dos et 200 mètres B3 dos.
Kieran Modra passe ensuite aux courses cyclistes sur route et piste piste en 1995, le vélo étant un « moyen de transport ». Aux Jeux d’Atlanta de 1996, où il est piloté par sa future femme, Kerry Golding, il remporte une médaille d’or au tandem mixte sur 200 mètres open. En 1998 et 1999, il obtient une bourse Institut australien des sports. Aux Mondiaux à Colorado Springs avec pilote Kerry Modra, il remporte des médailles d'or en sprint tandem mixte, en contre-la-montre sur tandem mixte et en poursuite individuelle mixte. Il participe aux Jeux paralympiques d'été de 2000, mais ne remporte aucune médaille à ces Jeux. Le pilote de Modra, Kerry, est enceinte du premier enfant du couple aux Jeux et s'évanouit en raison d'une hypotension artérielle lors d'une course de sprint en quart de finale ; la sœur de Modra, Tania, est son pilote pour le reste des Jeux. Aux Championnats du monde de cyclisme IPC 2002 à Altenstadt, en Allemagne, avec le pilote Darren Harry, il remporte des médailles d'or aux épreuves contre-la-montre du tandem masculin et du tandem masculin au kilomètre contre-la-montre.
Avant les Jeux d’Athènes de 2004, Kieran Modra est piloté par David Short et Robert Crowe pour les épreuves de vitesse et d’endurance, respectivement. Peu de temps avant les jeux, il est retiré de l'équipe cycliste australienne en raison de l'appel interjeté devant la Cour d'arbitrage du sport par sa compatriote cycliste tandem Lyn Lepore, au motif qu'elle méritait sa place dans l'équipe de par son classement. La veille de la cérémonie d'ouverture, le Comité paralympique australien lance avec succès un appel au Comité international paralympique pour donner à Modra une place supplémentaire dans l'équipe.
Aux Jeux de 2004, il remporte deux médailles d'or dans l'épreuve individuelle de poursuite en tandem B1–3, dans laquelle il bat un record du monde , ainsi que dans l'épreuve masculine de sprint Tandem B1–3. Il est également médaillé de bronze en tandem B1–3, en contre-la-montre sur route hommes. Lors de la seconde des trois courses de la demi-finale du sprint individuel, Modra et Short tombent de leur vélo après que leur pneu avant est tombé du volant. Malgré les blessures superficielles aux bras, jambes et épaules, ils remportent la troisième course de demi-finale et participent à la finale 45 minutes plus tard, remportant la médaille d’or .
Le record du monde de poursuite individuelle (B & VI 1 à 3) est battu par Kieran Modra et Tyson Lawrence à Bordeaux le 21 août 2007.
Ils battent leur propre record du monde au tour préliminaire de la poursuite individuelle (B &amp; VI 1-3) puis en finale avec un temps de 4 min 18 s 166.
Aux Jeux paralympiques d’été 2008, Kieran Modra représente l'Australie avec Lawrence aux épreuves de contre-la-montre de 1 km (B &amp; VI 1-3) et de poursuite individuelle (B &amp; VI 1-3), remportant respectivement les médailles de bronze et d’or.

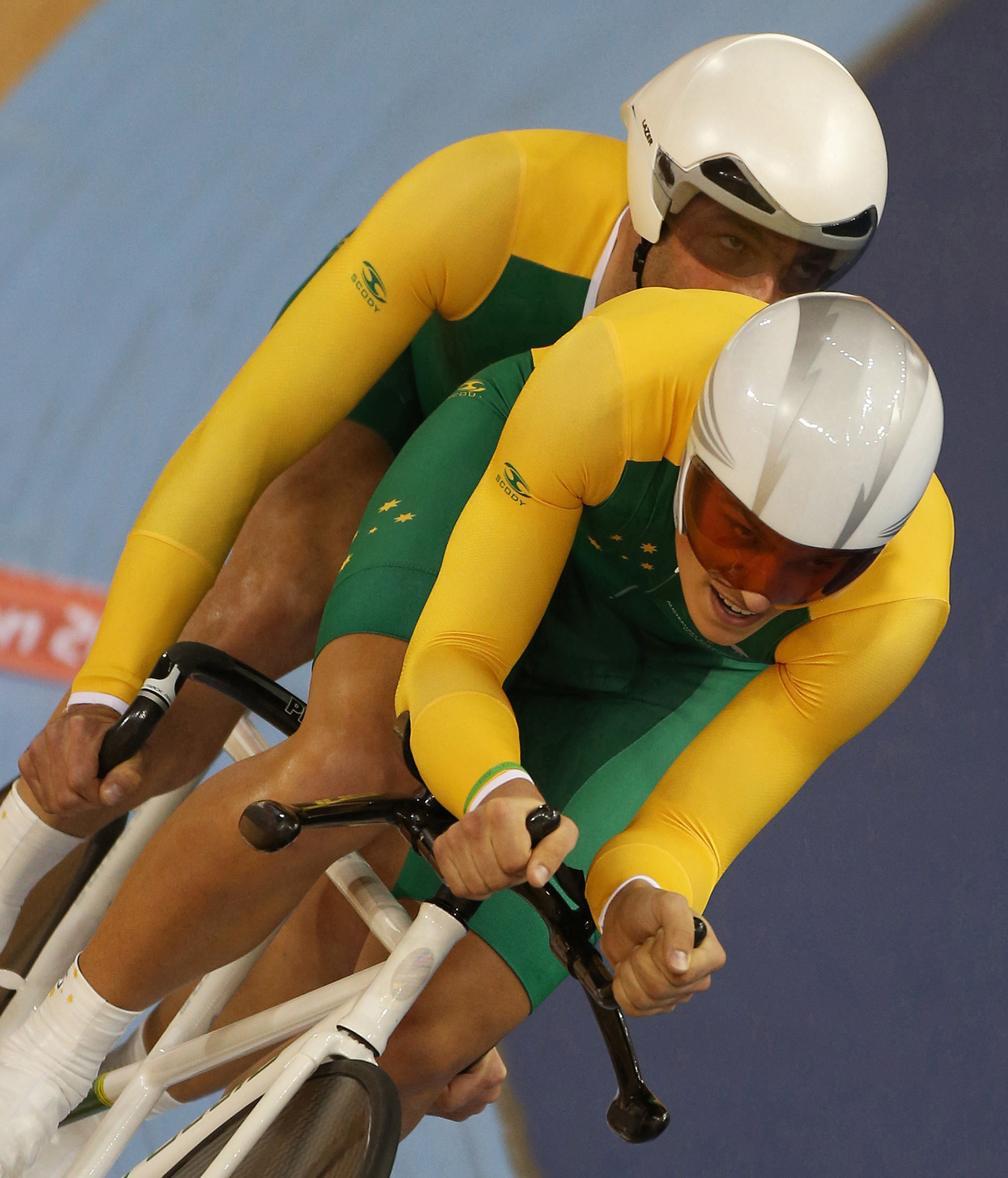
Kieran Modra et son pilote Scott McPhee aux Jeux paralympiques de Londres en 2012.

En 2011, Kieran Modra revient en cyclisme avec un nouveau pilote Scott McPhee, remportant la médaille d’or dans la poursuite en tandem B & VI 4 km aux Championnats du monde de paracyclisme 2011, établissant un nouveau record du monde. Ils se classent deuxièmes à la coupe du monde de Sydney sur route en tandem et troisième au contre-la-montre en tandem de la coupe du monde de Ségovie 2011. En septembre, Modra subit une fracture de la clavicule et une fracture de la hanche à la suite d’une chute d’entraînement. Son rétablissement fut rapide et il revient à la compétition un mois plus tard pour remporter le Championnat d'Océanie de poursuite sur 4 km. En décembre 2011, il entre en collision avec une voiture alors qu'il se rend au travail à vélo, brisant deux vertèbres dans son cou et une dans sa colonne vertébrale. Cet accident a des répercussions sur sa préparation pour les Jeux de Londres 2012. Il est néanmoins médaillé d'or de ces Jeux en poursuite individuelle masculine B avec McPhee.
Aux Championnats du monde 2014 à Aguascalientes, au Mexique, il fait équipe avec le pilote Jason Niblett pour remporter les médailles d'argent au sprint masculin B et contre-la-montre masculin B1. Avec le pilote Jason Niblett, il remporte deux médailles d'argent en sprint tandem B et en contre-la-montre hommes aux Jeux du Commonwealth de 2014 à Glasgow. Aux Championnats du monde de paracyclisme UCI de Montichiari 2016, Modra remporte la médaille d'or avec le pilote David Edwards dans le tandem masculin en poursuite sur 4 km.
À Rio de Janeiro, lors des Jeux paralympiques d'été de 2016, Kieran Modra et son pilote David Edwards remportent la médaille de bronze en contre-la-montre masculin catégorie B. Ses autres résultats sont une sixième place en poursuite individuelle hommes B et une cinquième place dans la course sur route masculine B.

### Mort
Kieran Modra est mort le 19 novembre 2019 (à 47 ans) après que son vélo est entré en collision avec une voiture sur Sturt Highway à Kingsford. Il se rendait à vélo à Clare pour voir des amis.

## Distinctions

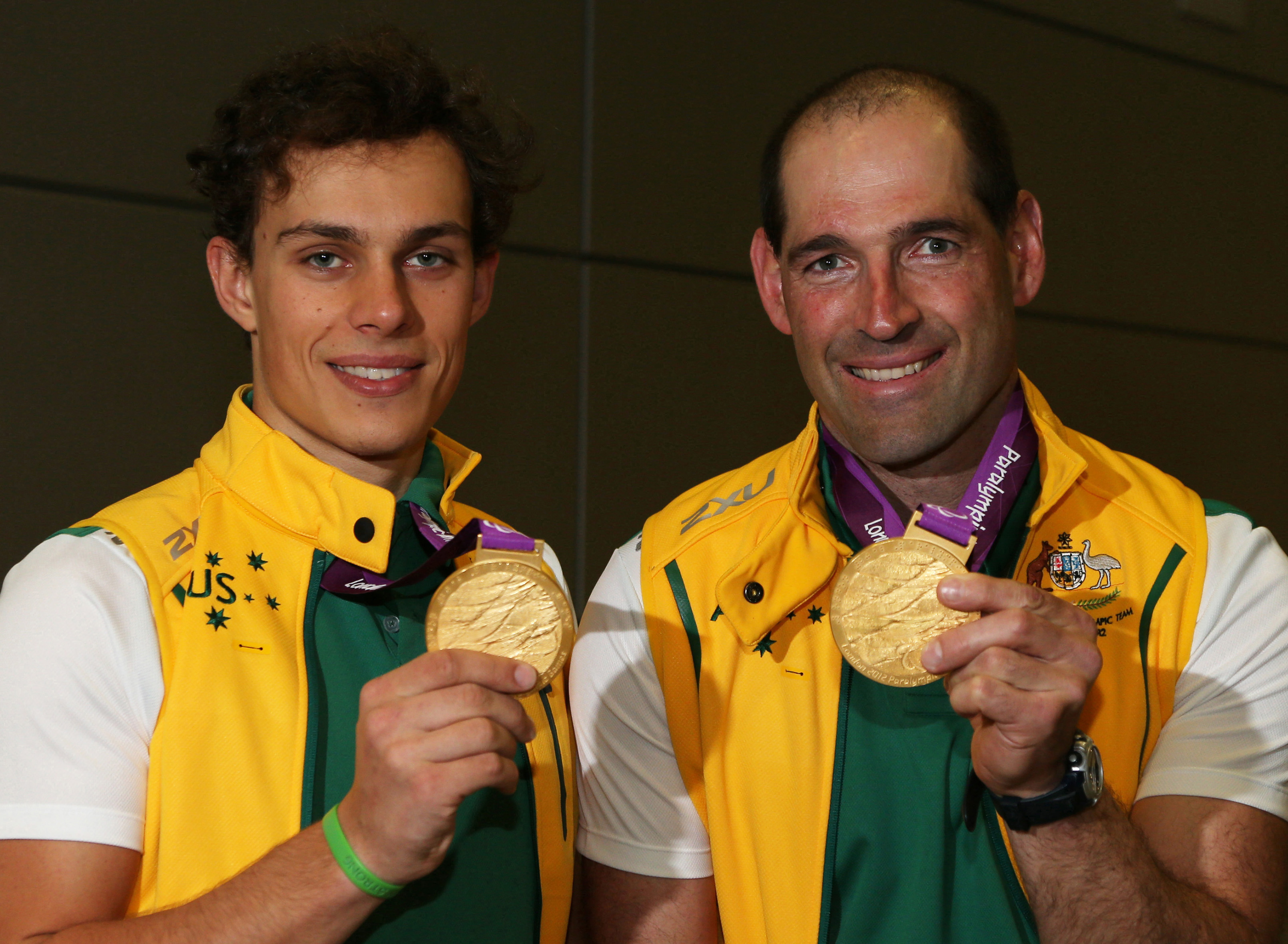
Kieran Modra (à droite) et Scott McPhee, médaillés d'or aux Jeux paralympiques de Londres en 2012

Kieran Modra a reçu les distinctions suivantes :
- 1997 : médaille de l'ordre de l'Australie [25]
- 2000 : médaille du sport australien [26]
- 2004 : Sportif paralympique australien masculin de l'année [2]
- 2011 : Athlète handicapé de l'année de l'Institut du sport d'Australie du Sud avec Scott McPhee[27].
- 2014 : nommé membre de l'ordre de l'Australie à la Journée de l'Australie de 2014 , distinction « Pour ses services rendus au sport en tant qu'athlète représentant l'Australie aux Jeux paralympiques, ainsi qu'aux personnes aveugles ou ayant une basse vision »[28]
- 2014 : Athlète masculin handicapé de l'année de l'Institut du sport d'Australie du Sud avec Jason Niblett [29]